# 1987年カンタブリア自治州議会選挙
1987年カンタブリア自治州議会選挙は1987年6月10日にカンタブリア自治州で実施された第2回カンタブリア自治州議会議員を選出、ならびに州首相および州政府を選択する選挙である。今回の選挙では議員定数が4議席増やされ、39議席となった。結果は国民同盟（AP）（1989年に国民党（PP）に改称）が19議席を獲得し勝利するも、過半数には至らなかった。カンタブリア地域主義党（PRC）が得票数を大幅に増やし、議席も前回より3議席増やした。一方カンタブリア社会党（PSC-PSOE）はそのあおりをくらい2議席減らした。州首相にはAPのリストに加わっていた無所属のフアン・オルマエチェア・カソンが指名された。1989年国民党はオルマエチェアに辞任を要求したが、オルマエチェアは無所属者のみで、政府を構成しその職にとどまり続けた。翌1990年の12月国民党、カンタブリア社会党、カンタブリア地域主義党、民主社会中道党（CDS）によって不信任動議が提出、可決され、カンタブリア社会党のハイメ・ブランコを首班とする、PSC-PSOE、PP、PRC、CDSによる4党連立政権が誕生した。
この立法議会中には、各院内会派内で内紛・不協和音が噴出した。たとえば、PRCに属していた議員のうち一人がカンタブリアナショナリスト党（PNC）（es）を組織、また別のものはAPに入党した。1989年1月APはPPに転換した。同年11月PPに所属する2議員がオルマエチェア州首相（当時）と対立、PPを離党。1990年にはPSC-PSOEの1議員が院内会派の混合グループに移った。また、フアン・オルマエチェアに率いられた11議員がPPを離れ、混合グループに加わった（後にカンタブリア進歩連合（UPCA）を組織）。この立法議会での最終的な議席構成は、PSC-PSOE：12、UPCA：11、PP：7、PRC：3、CDS：2、PNC：1、そして無所属が3であった。

## 選挙結果
| ← 1987年カンタブリア自治州議会選挙 → | ← 1987年カンタブリア自治州議会選挙 →             | ← 1987年カンタブリア自治州議会選挙 → | ← 1987年カンタブリア自治州議会選挙 → | ← 1987年カンタブリア自治州議会選挙 → | ← 1987年カンタブリア自治州議会選挙 → | ← 1987年カンタブリア自治州議会選挙 → | ← 1987年カンタブリア自治州議会選挙 → |
| 州首相・州政府 | 政党名                                           | 候補者                               | 得票数                               | ％                                   | 議席                                 | +/-                                  |                                      |
| --- | ------------------------------------------------ | ------------------------------------ | ------------------------------------ | ------------------------------------ | ------------------------------------ | ------------------------------------ | ------------------------------------ |
| - 首相: フアン・オルマエチェア (1987-1990) ハイメ・ブランコ (1990-1991) - 政府: AP-無所属 (1987-1989) UPCA（es） (1989-1990) PSOE-PP-PRC-CDS (1990-1991) - 有権者数: 395,043 - 投票数: 301,306 (76.30%) - 棄権: 93,737 (23.70%) - 有効投票数: 297,169 - 候補者投票数: 293,850 - 定数: 39 | 国民同盟（AP）                                   | フアン・オルマエチェア（es）         | 122,882                              | 41.82                                | 19                                   | +1                                   |                                      |
| - 首相: フアン・オルマエチェア (1987-1990) ハイメ・ブランコ (1990-1991) - 政府: AP-無所属 (1987-1989) UPCA（es） (1989-1990) PSOE-PP-PRC-CDS (1990-1991) - 有権者数: 395,043 - 投票数: 301,306 (76.30%) - 棄権: 93,737 (23.70%) - 有効投票数: 297,169 - 候補者投票数: 293,850 - 定数: 39 | カンタブリア社会党 (PSOE)                        | ハイメ・ブランコ（es）               | 87,828                               | 29.89                                | 13                                   | -2                                   |                                      |
| - 首相: フアン・オルマエチェア (1987-1990) ハイメ・ブランコ (1990-1991) - 政府: AP-無所属 (1987-1989) UPCA（es） (1989-1990) PSOE-PP-PRC-CDS (1990-1991) - 有権者数: 395,043 - 投票数: 301,306 (76.30%) - 棄権: 93,737 (23.70%) - 有効投票数: 297,169 - 候補者投票数: 293,850 - 定数: 39 | カンタブリア地域主義党（PRC）                    | ミゲル・アンヘルレビージャ（es）     | 38,202                               | 13.00                                | 5                                    | +3                                   |                                      |
| - 首相: フアン・オルマエチェア (1987-1990) ハイメ・ブランコ (1990-1991) - 政府: AP-無所属 (1987-1989) UPCA（es） (1989-1990) PSOE-PP-PRC-CDS (1990-1991) - 有権者数: 395,043 - 投票数: 301,306 (76.30%) - 棄権: 93,737 (23.70%) - 有効投票数: 297,169 - 候補者投票数: 293,850 - 定数: 39 | 民主社会中道党（CDS）                            | マヌエル・ガリード（es）             | 19,579                               | 6.66                                 | 2                                    | +2                                   |                                      |
| - 首相: フアン・オルマエチェア (1987-1990) ハイメ・ブランコ (1990-1991) - 政府: AP-無所属 (1987-1989) UPCA（es） (1989-1990) PSOE-PP-PRC-CDS (1990-1991) - 有権者数: 395,043 - 投票数: 301,306 (76.30%) - 棄権: 93,737 (23.70%) - 有効投票数: 297,169 - 候補者投票数: 293,850 - 定数: 39 | 統一左翼連合（IU）                               |                                      | 10,843                               | 3.69                                 | 0                                    |                                      |                                      |
| - 首相: フアン・オルマエチェア (1987-1990) ハイメ・ブランコ (1990-1991) - 政府: AP-無所属 (1987-1989) UPCA（es） (1989-1990) PSOE-PP-PRC-CDS (1990-1991) - 有権者数: 395,043 - 投票数: 301,306 (76.30%) - 棄権: 93,737 (23.70%) - 有効投票数: 297,169 - 候補者投票数: 293,850 - 定数: 39 | 国民民主党（PDP）（es）                          |                                      | 7,028                                | 2.39                                 | 0                                    |                                      |                                      |
| - 首相: フアン・オルマエチェア (1987-1990) ハイメ・ブランコ (1990-1991) - 政府: AP-無所属 (1987-1989) UPCA（es） (1989-1990) PSOE-PP-PRC-CDS (1990-1991) - 有権者数: 395,043 - 投票数: 301,306 (76.30%) - 棄権: 93,737 (23.70%) - 有効投票数: 297,169 - 候補者投票数: 293,850 - 定数: 39 | スペイン労働党＝統一共産主義者（PTE-UC）（es）   |                                      | 3,233                                | 1.10                                 | 0                                    |                                      |                                      |
| - 首相: フアン・オルマエチェア (1987-1990) ハイメ・ブランコ (1990-1991) - 政府: AP-無所属 (1987-1989) UPCA（es） (1989-1990) PSOE-PP-PRC-CDS (1990-1991) - 有権者数: 395,043 - 投票数: 301,306 (76.30%) - 棄権: 93,737 (23.70%) - 有効投票数: 297,169 - 候補者投票数: 293,850 - 定数: 39 | カンタブリア急進運動（MRC）                      |                                      | 1,864                                | 0.63                                 | 0                                    |                                      |                                      |
| - 首相: フアン・オルマエチェア (1987-1990) ハイメ・ブランコ (1990-1991) - 政府: AP-無所属 (1987-1989) UPCA（es） (1989-1990) PSOE-PP-PRC-CDS (1990-1991) - 有権者数: 395,043 - 投票数: 301,306 (76.30%) - 棄権: 93,737 (23.70%) - 有効投票数: 297,169 - 候補者投票数: 293,850 - 定数: 39 | 国際社会労働党（POSI）                           |                                      | 1,519                                | 0.52                                 | 0                                    |                                      |                                      |
| - 首相: フアン・オルマエチェア (1987-1990) ハイメ・ブランコ (1990-1991) - 政府: AP-無所属 (1987-1989) UPCA（es） (1989-1990) PSOE-PP-PRC-CDS (1990-1991) - 有権者数: 395,043 - 投票数: 301,306 (76.30%) - 棄権: 93,737 (23.70%) - 有効投票数: 297,169 - 候補者投票数: 293,850 - 定数: 39 | ヒューマニズム・プラットフォーム連合（PH）（es） |                                      | 872                                  | 0.30                                 | 0                                    |                                      |                                      |
| - 首相: フアン・オルマエチェア (1987-1990) ハイメ・ブランコ (1990-1991) - 政府: AP-無所属 (1987-1989) UPCA（es） (1989-1990) PSOE-PP-PRC-CDS (1990-1991) - 有権者数: 395,043 - 投票数: 301,306 (76.30%) - 棄権: 93,737 (23.70%) - 有効投票数: 297,169 - 候補者投票数: 293,850 - 定数: 39 | 白票                                             | N/A                                  | 3,319                                | 1.10                                 | N/A                                  | N/A                                  |                                      |
| - 首相: フアン・オルマエチェア (1987-1990) ハイメ・ブランコ (1990-1991) - 政府: AP-無所属 (1987-1989) UPCA（es） (1989-1990) PSOE-PP-PRC-CDS (1990-1991) - 有権者数: 395,043 - 投票数: 301,306 (76.30%) - 棄権: 93,737 (23.70%) - 有効投票数: 297,169 - 候補者投票数: 293,850 - 定数: 39 | 無効票                                           | N/A                                  |                                      |                                      | N/A                                  | N/A                                  |                                      |

出典：Argos（Subdirección de Análisis y Políticas Públicas de la Presidencia de la Generalitat）、historiaelectoral.com（2012年6月21日閲覧）